# Parapseudoleptomesochra subterranea
Parapseudoleptomesochra subterranea är en kräftdjursart som först beskrevs av Claude Chappuis 1928.  Parapseudoleptomesochra subterranea ingår i släktet Parapseudoleptomesochra och familjen Ameiridae. Inga underarter finns listade i Catalogue of Life.